# Justin O. Schmidt
Justin Orvel Schmidt (* 23. März 1947 in Rhinelander, Wisconsin; † 18. Februar 2023 in Tucson, Arizona) war ein US-amerikanischer Insektenkundler am Southwestern Biological Institute der University of Arizona.
Justin Schmidt wuchs im Nord-Osten der USA in der Gegend der Appalachen auf. Er studierte an der Pennsylvania State University, an der er seinen Bachelor erhielt, und studierte anschließend an der University of British Columbia auf Master. Anschließend wechselte er an die University of Georgia, an der er 1977 seinen Ph.D. erhielt. Für ein Postdoc war er an der University of New Brunswick. Anschließend ging er an das U.S. Department of Agriculture’s Carl Hayden Bee Research Center in Arizona, bevor er an das Southwestern Biological Institute der University of Arizona wechselte.
Schmidt hatte etwa 200 wissenschaftliche Veröffentlichungen. Bekannt ist vor allem der Schmidt Sting Pain Index für welchen er 2015 den Ig-Nobelpreis erhielt. 
Justin O. Schmidt war verheiratet und hatte zwei Kinder.
Er starb am 18. Februar 2023 im Alter von 75 Jahren an den Folgen einer Erkrankung an Morbus Parkinson.

## Werke
- Justin O. Schmidt  Murray S. Blum  William L. Overal, Hemolytic activities of stinging insect venoms, 1983
- Justin O. Schmidt, The Sting of the Wild, Johns Hopkins University Press 2016, ISBN 9781421419282